# Comodoro Rivadavia

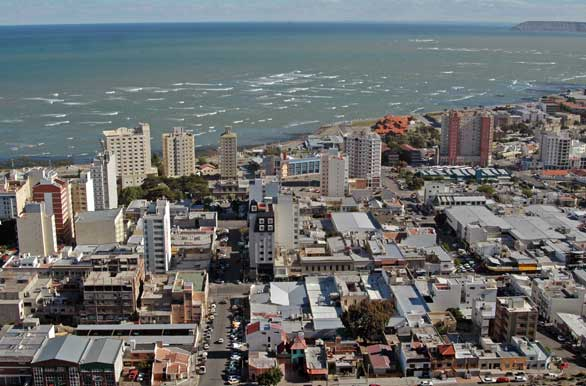
Vue de Comodoro Rivadavia

Comodoro Rivadavia ou simplement, au choix Comodoro ou Rivadavia est une ville industrielle et portuaire argentine de Patagonie, sur le rivage de l'océan Atlantique, dans la province de Chubut ; c'est le chef-lieu du département d'Escalante. Son nom lui a été donné en hommage au commandant de marine Martín Rivadavia (1852-1901). Elle est située au centre de la zone pétrolière du golfe San Jorge. Les hydrocarbures furent le moteur de la croissance de la ville. Sa population était estimée à 148 510 habitants en 2006.

## Histoire
La ville fut fondée en 1901, et a connu une grande prospérité à partir de 1907, lorsque les forages effectués en vue de trouver de l'eau rencontrèrent du pétrole. Entre 1946 et 1957 elle fut la capitale de la Zona Militar de Comodoro Rivadavia, qui comprenait la partie méridionale de la province de Chubut et le nord de celle de Santa Cruz, mais qui ne devînt finalement pas une province civile (qui se serait appelée « San Jorge ») en 1955, en raison de l'opposition des autorités de Chubut et de Santa Cruz.

## Population
Selon le recensement de 2001, la population de Comodoro Rivadavia était de 135 632 habitants, ce qui représentait une hausse de 9,2 % par rapport au recensement de 1991 (124 104). Cela situe la ville à la 25e place dans le pays et à la première en Patagonie du sud, qui va du Chubut à la Terre de Feu. La population était estimée à 148 510 habitants au 30 juin 2006.
| 1914  | 1928  | 1947   | 1960   | 1970   | 1980   | 1991    | 2001    | 2006    |
| ----- | ----- | ------ | ------ | ------ | ------ | ------- | ------- | ------- |
| 4 900 | 5 000 | 25 700 | 36 000 | 72 906 | 96 817 | 124 104 | 135 632 | 148 510 |

## Économie
Comodoro Rivadavia est le centre commercial et de transport de toute la région sud de la Patagonie argentine et un important point d'exportation du pétrole. Un gazoduc relie la ville à Buenos Aires depuis 1960. La ville se situe au centre de l'un des bassins pétrolifères parmi les plus importants d'Amérique du Sud. On y extrait plus de 6 millions de m3 de gaz quotidiennement. L'industrie des hydrocarbures emploie 7 000 travailleurs.
Comodoro Rivadavia possède un aéroport (code AITA : CRD).

## Climat

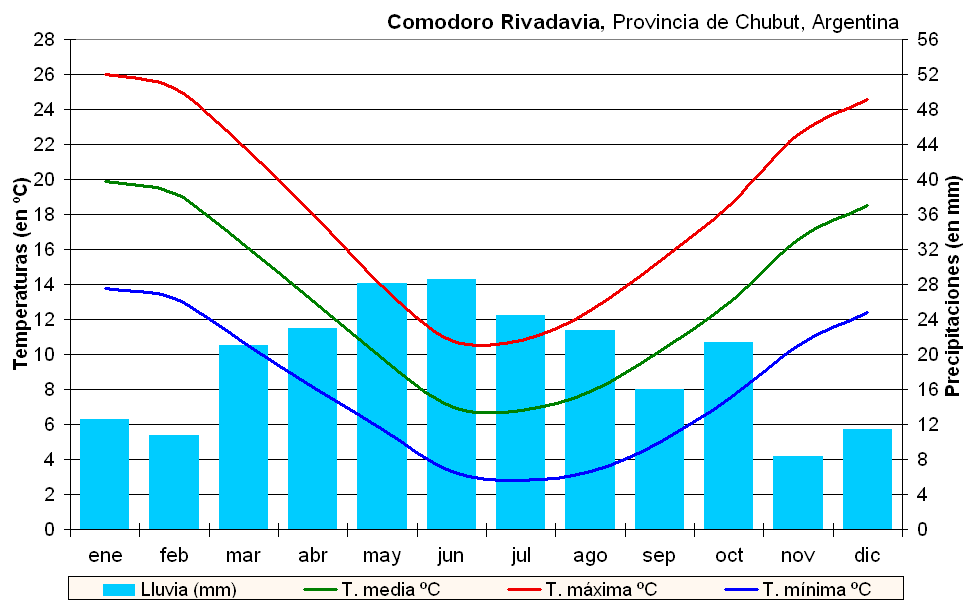
Climogramme de Comodoro Rivadavia : les rectangles bleus représentent les précipitations et le mot espagnol Lluvia signifie Pluie.

Le climat naturel de Comodoro Rivadavia est continental aride (Köppen BW) avec des pluies rares toute l'année, surtout en été. Mais les températures y sont douces avec un hiver frais et quelque peu pluvieux et un été sec et doux fort agréable pour les vacanciers (moyenne de 20 °C). Les moyennes thermiques sont plus élevées en ville (moyenne de 22 °C) en raison de la réverbération estivale (de septembre à avril) sur les surfaces imperméables et de la présence de gaz à effet de serre.

## Personnalités
- Le sculpteur Carlos Regazzoni y est né en 1943.
- Le réalisateur Sebastian Díaz Morales (en) y est né en 1975.